# Fate/stay night
Fate/stay night (japonsky フェイト/ステイナイト, Feito/sutei naito) je japonský vizuální román od Type-Moon. Původně byl vydán jako román pro dospělé pro Windows. Verze Fate/stay night pro hráče starší patnácti let byla pojmenována Fate/stay night Réalta Nua („nové hvězdy“) a byla vydána pro PlayStation 2, později také pro Windows jako trilogie pokrývající hlavní tři příběhové linie. Réalta Nua je také k dostání jako gameport na PlayStation Vita.
Stejnojmennou 24dílnou anime adaptaci vyrobilo Studio Deen v roce 2006. Později se také série dočkala vydání na Blu-ray discích. Studio Deen také vyrobilo film s podtitulem Unlimited Blade Works, který byl do japonských kin uveden v roce 2010. Začátkem roku 2014 studio ufotable oznámilo, že v říjnu téhož roku bude na japonských televizních obrazovkách odvysílána nová adaptace románu Fate/stay night. Tato adaptace v podobě anime seriálu o 26 dílech s názvem Fate/stay night: Unlimited Blade Works, jež se zaměřuje na cestu Unlimited Blade Works, byla vysílána od 4. října do 27. června 2015.
Manga adaptaci o dvaceti svazcích nakreslil Datto Nišiwaki v letech 2006–2012. V těchto letech byla manga také vydávána v časopisu Gekkan Šónen Ace. Mnoho prvků Nišiwaki kromě vizuálního románu přebral z filmu Unlimited Blade Works a Heaven's Feel.
Událostem ve Fate/stay night se odehrávajícím předchází děj série light novel s názvem Fate/Zero, která se také dočkala své anime adaptace.

## Hratelnost
Jelikož jde o vizuální román, hra nevyžaduje po hráči velkou interakci. Většinu herního času tvoří četba textu. Během hry hráči často ovlivňují prostřednictvím nabízených možností děj a konání postav. Hra se poté odvíjí dle každého rozhodnutí daným směrem. Hra obsahuje tři hlavní příběhové linie a pro úspěšné zakončení všech linií je potřeba hru zopakovat několikrát.

## Příběh
Příběh Fate/stay night pokrývá dva týdny života hlavní postavy Širóa Emiji, amatérského mechanika, který chodí na střední školu Homurahara ve městě Fujuki. Emija se nechtěně ocitne ve válce o svatý grál, kde proti sobě za pomoci kouzel soupeří kouzelníci a jejich spolubojovníci, hrdinové napříč historií. Tomu, kdo z bitvy vzejde jako vítěz, se pak splní přání.
O Širóa, který jako jediný přežil obrovský požár ve Fujuki, se stará Kiricugu Emija, mág ve výslužbě. Když jednoho večera zahlédne Širó souboj dvou mužů, stává se najednou štvanou zvěří jednoho z nich. V momentě, kdy je málem připraven o život, jej zachrání krásná dívka v zářivém brnění, která se dále představí jako Saber, služebnice Širóa. Náhodným vyvoláním Saber a objevením magických značek na ruce Širó formálně stvrdí účast v klání o svatý grál. Ze Saber se stane Širóova opatrovnice, přičemž její skutečné jméno zůstane utajeno. V tomto bodě se příběh hry dělí na tři různé cesty.

## Anime
Anime adaptace má délku 24 dílů, kdy příběh hlavně sleduje část Fate, ale obsahuje také chvílemi příběh z jiných částí. Anime vzniklo na základě velké popularity, kterou si získal vizuální román. Vyrobilo jej Studio Deen.